# Staf Nimmegeers
Gustaaf Madeleine (Staf) Nimmegeers, né le 28 avril 1940 à Lokeren est un homme politique belge flamand, membre de Sp.a.
Prêtre, il est licencié en sciences politiques et sociales et en théologie.

## Distinctions
- Officier de l'ordre de la Couronne (1993)
- Chevalier de l'ordre de Léopold (1988)
- Chevalier de l'ordre de la Couronne (1983)

## Carrière politique
- 2003-2007 : sénateur élu direct